# Mekerahalli, Sira
Mekerahalli là một làng thuộc tehsil Sira, huyện Tumkur, bang Karnataka, Ấn Độ.